# Нью-Сейлем (Массачусетс)
Нью-Сейлем (англ. New Salem) — місто (англ. town) в США, в окрузі Франклін штату Массачусетс. Населення — 983 особи (2020).

## Клімат
Місто знаходиться у зоні, котра характеризується вологим континентальним кліматом з теплим літом. Найтепліший місяць — липень із середньою температурою 20.7 °C (69.2 °F). Найхолодніший місяць — січень, із середньою температурою -5.2 °С (22.6 °F).
| Клімат Нью-Сейлема      | Клімат Нью-Сейлема | Клімат Нью-Сейлема | Клімат Нью-Сейлема | Клімат Нью-Сейлема | Клімат Нью-Сейлема | Клімат Нью-Сейлема | Клімат Нью-Сейлема | Клімат Нью-Сейлема | Клімат Нью-Сейлема | Клімат Нью-Сейлема | Клімат Нью-Сейлема | Клімат Нью-Сейлема | Клімат Нью-Сейлема |
| Показник                | Січ.               | Лют.               | Бер.               | Квіт.              | Трав.              | Черв.              | Лип.               | Серп.              | Вер.               | Жовт.              | Лист.              | Груд.              | Рік                |
| Абсолютний максимум, °C | 11,1               | 12,2               | 15                 | 27,2               | 27,2               | 31,1               | 33,3               | 31,7               | 32,2               | 30,6               | 16,7               | 14,4               | 33,3               |
| Середній максимум, °C   | 0,1                | −0,3               | 5,2                | 12                 | 18,3               | 23,2               | 25,9               | 24,9               | 21,2               | 15,8               | 6,6                | 1,4                | 12,8               |
| Середня температура, °C | −5,2               | −4,8               | 0,5                | 6,3                | 12,7               | 17,7               | 20,7               | 19,7               | 15,6               | 10,4               | 2,3                | −2,7               | 7,8                |
| Середній мінімум, °C    | −10,5              | −9,3               | −4,1               | 0,6                | 7                  | 12,1               | 15,5               | 14,4               | 9,9                | 5,1                | −1,9               | −6,8               | 2,7                |
| Абсолютний мінімум, °C  | −24,4              | −25                | −20,6              | −10                | 0,6                | 5                  | 8,3                | 8,3                | 0,6                | −17,8              | −17,8              | −22,2              | −25                |
| Норма опадів, мм        | 104.1              | 109.2              | 119.4              | 121.9              | 119.4              | 129.5              | 124.5              | 132.1              | 127                | 137.2              | 127                | 114.3              | 1463               |
| Днів з опадами          | 12                 | 11                 | 12                 | 12                 | 13                 | 12                 | 11                 | 11                 | 10                 | 9                  | 12                 | 12                 | 137                |
| Днів зі снігом          | 5,2                | 5                  | 4                  | 0,7                | 0                  | 0                  | 0                  | 0                  | 0                  | 0                  | 1,5                | 5,7                | 22,1               |
| ----------------------- | ------------------ | ------------------ | ------------------ | ------------------ | ------------------ | ------------------ | ------------------ | ------------------ | ------------------ | ------------------ | ------------------ | ------------------ | ------------------ |
| Джерело: Weatherbase    |                    |                    |                    |                    |                    |                    |                    |                    |                    |                    |                    |                    |                    |

## Демографія
Згідно з переписом 2010 року, у місті мешкало 990 осіб у 404 домогосподарствах у складі 280 родин. Було 465 помешкань
Расовий склад населення:
| - 96,0 % — білих - 2,1 % — азіатів - 0,2 % — корінних американців - 0,2 % — чорних або афроамериканців |

До двох чи більше рас належало 1,0 %. Частка іспаномовних становила 1,0 % від усіх жителів.
За віковим діапазоном населення розподілялося таким чином: 20,7 % — особи молодші 18 років, 67,6 % — особи у віці 18—64 років, 11,7 % — особи у віці 65 років та старші. Медіана віку мешканця становила 46,9 року. На 100 осіб жіночої статі у місті припадало 101,6 чоловіків;  на 100 жінок у віці від 18 років та старших — 100,3 чоловіків також старших 18 років.
Середній дохід на одне домашнє господарство  становив 86 782 долари США (медіана — 71 908), а середній дохід на одну сім'ю — 91 490 доларів (медіана — 86 250). Медіана доходів становила 59 922 долари для чоловіків та 45 357 доларів для жінок. За межею бідності перебувало 6,1 % осіб, у тому числі 1,0 % дітей у віці до 18 років та 6,2 % осіб у віці 65 років та старших.
Цивільне працевлаштоване населення становило 501 особа. Основні галузі зайнятості: освіта, охорона здоров'я та соціальна допомога — 33,1 %, виробництво — 12,4 %, науковці, спеціалісти, менеджери — 11,4 %, роздрібна торгівля — 11,0 %.